# Eurema lombokiana
Eurema lombokiana är en fjärilsart som först beskrevs av Hans Fruhstorfer 1897.  Eurema lombokiana ingår i släktet Eurema och familjen vitfjärilar. Inga underarter finns listade i Catalogue of Life.